# Ashley Hamilton
Ashley George Hamilton (Los Ángeles, California, 30 de septiembre de 1974) es un actor, comediante y cantautor americano. Hizo su debut como actor en la película de Beethoven's 2nd. Desde entonces ha protagonizado películas como Lost in Africa (1994), Off Key (2001), Lost Angeles (2012), Iron Man 3 (2013) y Cats Dancing on Jupiter (2015). Interpretó el papel de Cole Deschanel en la primera temporada de la serie de televisión de NBC, Sunset Beach (1997).

## Vida personal
Hamilton nació en Los Ángeles, hijo de los actores George Hamilton y Alana Stewart, y ahora exhijastro del músico Rod Stewart. A los 19 años, Hamilton atrajo la atención de los medios de comunicación cuando él y Shannen Doherty se casaron solo dos semanas después de haberse conocido. El matrimonio únicamente duró cinco meses antes de que Doherty pidiera el divorcio. Estuvo casado con la actriz Angie Everhart desde diciembre de 1996 hasta su divorcio en marzo de 1997. Hamilton ha estado en una relación con Renee Karalian desde 2014. La pareja dio la bienvenida a su primera hija en noviembre de 2016.

## Carrera
En 1993, Hamilton apareció con Shannen Doherty en Saturday Night Live y protagonizó la película Beethoven's 2nd. En 1997, protagonizó la serie de televisión Sunset Beach como Cole Deschanel, pero abandonó la serie cuando esta solo llevaba un mes en antena.
Además de su carrera como actor, Hamilton es cantante y compositor. En junio de 2003, lanzó un sencillo titulado "Wimmin", que alcanzó el puesto 27 en el UK Singles Chart. La canción fue coescrita por el cantante británico Robbie Williams, que también proporcionó algunas de las voces en la pista. Hamilton coescribió el sencillo de Williams de 2003, "Come Undone". Hamilton también afirma que coescribió el sencillo de Williams "She's Madonna" en 2006, pero que Williams omitió su nombre de la publicación.
El 17 de agosto de 2009 se anunció que competiría en la temporada 9 de Dancing with the Stars, siendo emparejado con la bailarina profesional Edyta Śliwińska. Fue el primer eliminado del programa, en una doble eliminación, el 23 de septiembre de 2009. Después de Dancing with the Stars, Hamilton se unió al programa de noticias de entretenimiento Extra como corresponsal de campo.
Desde 2007, Hamilton ha estado realizando comedia stand-up en Hollywood Improv, The Comedy Store y Room 5 en Los Ángeles. En 2013, apareció interpretando a Jack Taggert en la película del Universo Marvel Iron Man 3.

## Filmografía
| Año  | Título                   | Papel             | Notas                       |
| ---- | ------------------------ | ----------------- | --------------------------- |
| 1993 | Beethoven's 2nd          | Taylor Devereaux  |                             |
| 1994 | Lost in Africa           | Michael           |                             |
| 1997 | Sunset Beach             | Cole Deschanel    | 14 episodios                |
| 1998 | Not Even the Trees       | Unknown           |                             |
| 2001 | Off Key                  | Maurice           |                             |
| 2001 | Sluts & Losers           | Ben               |                             |
| 2002 | Never Get Outta the Boat | Joe the Drummer   |                             |
| 2003 | Oz                       | Stanley Bukowski  | Episodio: «Junkyard Dawgs»  |
| 2006 | Dreamweaver              | Weaver            | Película de televisión      |
| 2006 | Voodoo Lagoon            | Tom               |                             |
| 2008 | Sunday School Musical    | Background Person |                             |
| 2009 | Cruel and Unusual        | Iverson           | Cortometraje                |
| 2010 | P Lo's House             | Ashley            | Película de televisión      |
| 2012 | Femme Fatales            | Devlin Grant      | Episodio: «Family Business» |
| 2012 | Lost Angeles             | Bruce             |                             |
| 2013 | Iron Man 3               | Jack Taggert      |                             |
| 2014 | Phantom Halo             | Donny             |                             |
| 2014 | Implant                  | Bell              | Cortometraje                |
| 2015 | Cats Dancing on Jupiter  | Kurt              |                             |
| 2016 | Rules Don't Apply        | Rudolf            |                             |